# Selo (Čabar)
Selo es una localidad de Croacia en la ciudad de Čabar, condado de Primorje-Gorski Kotar.

## Geografía
Se encuentra a una altitud de 838 m s. n. m. a 159 km de la capital nacional, Zagreb.

## Demografía
En el censo 2011 el total de población de la localidad fue de 41 habitantes.
| Gráfica de población de Selo 1857-2011                              |
|                                                                     |
| Según los censos de población de la oficina estadística de Croacia. |